# Chatarina Larsson
Ingrid Chatarina Larsson, född 2 april 1947 i Stockholm, är en svensk skådespelare.

## Biografi
Larsson scendebuterade tillsammans med sin far skådespelaren Egon Larsson, på Lisebergsteatern teateråret 1964/1965 i komedin Far i luften. Hon utbildade sig vid Kungliga Teaterns Balettelevskola 1967–1968. Hon studerade vid Scenskolan i Malmö 1967–1970. Statens scenskola i Malmö 1966–1969. Därefter var hon engagerad vid Stockholms stadsteater 1970–1976 och senare, 1976–1986 vid Skånska Teatern, där hon bland annat spelade den för henne av Dag Norgård skrivna Oda!- Saatans kvinna!!, vilken hon också spelade i Oslo, på Riksteatern samt för fulla hus på Stockholms stadsteater. Larsson är en av Sveriges ledande pedagoger inom scenframställning och är flitigt anlitad runt om i landet. Hon har bland annat arbetat som lärare på Teaterhögskolan i Stockholm. År 1979 tilldelades hon Teaterförbundets Daniel Engdahlstipendium och senare Landskrona Stads Kulturstipendium.
Under hösten 2005 sågs Chatarina Larsson i TV-serien Kommissionen som den lätt bitska folkpartipolitikern Grete Ancker. Hon har regisserat bland annat Älska mig och skriv på Musikteatergruppen Oktober, Spindelkvinnans kyss i Skövde och Ett vackert barn på Riksteatern. År 2006 vikarierade hon som teaterchef på Borås Stadsteater. I februari 2009 gestaltade hon återigen konstnärinnan Oda Krohg i en nyuppsättning av Oda! - Saatans kvinna!!, på Hipp på Malmö stadsteater.

### Familj
Hon är dotter till skådespelaren, regissören, artisten och koreografen Egon Larsson och sångerskan Gun Larsson, samt syster till skådespelaren Gunilla Larsson och halvsyster till pianisten och kompositören Lalle Larsson.

## Teater

### Roller (ej komplett)
| År   | Roll                 | Produktion                                                                     | Regi                                                   | Teater                   |
| ---- | -------------------- | ------------------------------------------------------------------------------ | ------------------------------------------------------ | ------------------------ |
| 1970 | Emelie               | Minns du den stad Per Anders Fogelström                                        | Johan Bergenstråhle                                    | Stockholms stadsteater   |
| 1971 | Kapten Dumain/Gardet | Slutet gott, allting gott (All's Well That Ends Well) William Shakespeare      | Jonas Cornell                                          | Stockholms stadsteater   |
| 1971 | Hovfolk              | De vilda svanarna (De vilde Svaner) H.C. Andersen                              | Fred Hjelm                                             | Stockholms stadsteater   |
| 1973 | Cordelia             | Kung Lear (King Lear) William Shakespeare                                      | Kalle Holmberg                                         | Stockholms stadsteater   |
| 1973 | Mor Annika m. fl.    | Gösta Berlings saga Selma Lagerlöf                                             | Johan Bergenstråhle Marie-Louise De Geer Bergenstråhle | Stockholms stadsteater   |
| 1974 | Agnes m.fl.          | Jösses flickor, befrielsen är nära Suzanne Osten och Margareta Garpe           | Suzanne Osten                                          | Stockholms stadsteater   |
| 1975 | Betty Lemarchand     | Pariserliv Göran O Eriksson                                                    | Göran O Eriksson                                       | Stockholms stadsteater   |
| 1977 | Nhatalia             | Maria från Borstahusen Mary Andersson                                          | Peter Oskarson                                         | Skånska Teatern          |
| 1983 | Nancy                | Oliver Twist Charles Dickens                                                   | Dag Norgård                                            | Skånska Teatern          |
| 1983 | Oda Krohg            | Oda!- Saatans kvinna!! Dag Norgård                                             | Dag Norgård                                            | Skånska Teatern          |
| 1991 | Julie                | Fröken Julie August Strindberg                                                 | Eva Stenman Rotstein                                   | Riksteatern              |
| 1994 | Katarina             | Pengar (Kultainen vasikka) Maria Jotuni                                        | Suzanne Osten                                          | Stockholms stadsteater   |
| 1995 | Dödgrävaren          | Hamlet William Shakespeare                                                     | Etienne Glaser                                         | Stockholms stadsteater   |
| 1996 | Dika                 | Syrener 1914/Irinas nya liv                                                    | Suzanne Osten                                          | Stockholms stadsteater   |
| 1997 | Fräulein Schneider   | Cabaret John Kander, Fred Ebb, Joe Masteroff                                   | Åsa Kalmér                                             | Parkteatern              |
| 2000 | Inez                 | Lyckta dörrar (Huis clos) Jean-Paul Sartre                                     | Stefan Larsson                                         | Dramaten                 |
| 2001 | Arkadina             | Måsen (Чайка, Tjajka) Anton Tjechov                                            | Lars Norén                                             | Riksteatern              |
| 2005 | Mary Tyrone          | Lång dags färd mot natt (Long Day's Journey into Night) Eugene O'Neill         | Olof Lindqvist                                         | Göteborgs stadsteater    |
| 2005 | Agnes                | Balansgång (A Delicate Balance) Edward Albee                                   | Björn Melander                                         | Stockholms stadsteater   |
| 2007 | Ljubova              | Körsbärsträdgården (Вишнёвый сад, Visjnjovyj sad) Anton Tjechov                | Tobias Theorell                                        | Malmö Dramatiska Teater  |
| 2008 | Alice                | Dödsdansen August Strindberg                                                   | Pontus Plaenge                                         | Malmö Stadsteater        |
| 2012 | Mamman               | Dissekering av ett snöfall Sara Stridsberg                                     | Tatu Hämäläinen                                        | Dramaten                 |
| 2013 | Martha               | Vem är rädd för Virginia Woolf? (Who's Afraid of Virginia Woolf?) Edward Albee | Sunil Munshi                                           | Uppsala stadsteater      |
| 2014 | Prästen              | I lodjurets timma P.O. Enquist                                                 | Kia Berglund                                           | Teater Giljotin          |
| 2015 | Margot Honecker      | Diktatorsfruar (Ich bin wie ihr, ich liebe Äpfel) Theresia Walser              | Sunil Munshi                                           | Uppsala stadsteater      |
| 2017 | Ella Rentheim        | Bankdirektör Borkman (John Gabriel Borkman) Henrik Ibsen                       | Dritëro Kasapi                                         | Kulturhuset Stadsteatern |
| 2018 |                      | The Laramie Project Moisés Kaufman                                             | Carolina Frände                                        | Kulturhuset Stadsteatern |
| 2021 |                      | Mammorna Alexandra Pascalidou, Sunil Munshi och Lisa Lindén                    | Sunil Munshi                                           | Riksteatern              |
| 2022 | Fru Jarret F-erna    | Undkom ensam/Tänk om om bara (Escaped Alone/What If If Only) Caryl Churchill   | Ole Anders Tandberg                                    | Kulturhuset Stadsteatern |

## Filmografi (i urval)
- 1974 – Rymmare
- 1975 – En kille och en tjej
- 1975 – Tjocka släkten (TV-serie)
- 1977 – Måndagarna med Fanny
- 1977 – Den allvarsamma leken
- 1978 – Dagar med Knubbe (TV-serie)
- 1988 – Behöriga äga ej tillträde
- 1989 – Flickan vid stenbänken
- 1991 – Måker
- 1994 – Bara du och jag
- 1996 – Nu är pappa trött igen
- 1997 – Hitler och vi på Klamparegatan
- 1997 – Kärlek och hela alltihopa
- 1998 – Skärgårdsdoktorn (TV-serie)
- 1998 – Veranda för en tenor
- 1998 – S:t Mikael
- 1999 – Sjön
- 1999 – Vägen ut
- 2000 – Brottsvåg (TV-serie)
- 2000 – En fot i graven (TV-serie)
- 2000 – Syskonsalt
- 2001 – Alla vill hem
- 2001 – Bekännelsen
- 2001 – En förälskelse
- 2001 – Om inte
- 2001 – Återkomsten (TV-serie)
- 2002 – Pepparrotslandet
- 2002 – Tusenbröder
- 2005 – Kommissionen (TV-serie)
- 2005 – Van Veeteren – Carambole
- 2005 – Van Veeteren – Borkmanns punkt
- 2006 – AK3
- 2004 – Wallander – Innan frosten
- 2006 – Wallander – Byfånen
- 2006 – Wallander – Bröderna
- 2006 – Wallander – Fotografen
- 2006 – Wallander – Täckmanteln
- 2006 – Wallander – Luftslottet
- 2006 – Wallander – Jokern
- 2006 – Wallander – Hemligheten
- 2007 – Anna Pihl
- 2007 – Underbar och älskad av alla
- 2008 – Vi hade i alla fall tur med vädret – igen
- 2013 – Den som söker
- 2015 – Modus (TV-serie)
- 2015 – En man som heter Ove
- 2016 – Drakhjärta (TV-serie)
- 2016 – Beck – Steinar
- 2021 – Tunna blå linjen (TV-serie)